# Alfons Navarret i Xapa
Alfons Navarret i Xapa (Alfara del Patriarca, 19 de març de 1974) és un poeta valencià.

## Biografia
L'any 2012 va editar l'antologia poètica: Tibar l'arc, que replega una vintena llarga de poetes valencians nascuts a partir de 1970 i editada per Tria Llibres, i a l'any 2015 va editar i traduir al castellà una selecció de poetes en el llibre: La necesidad y la esperanza (Libros del aire, 2015).
Com a traductor, ha participat en els monogràfics de Quaderns de Versàlia i en la revista mallorquina Superna, dedicada a la traducció. En el món de la difusió cultural, ha dirigit el programa radiofònic Mar de Muses, des de Burjassot Ràdio, espai dedicat a la literatura programa que també s'emet des de la Xarxa Municipal d'Emissores Valencianes.
El catedràtic de la Universitat de les Illes Balears, Pere Rosselló Bover, afirma d'ell, al seu estudi de La poesia a Mallorca a inicis del segle XXI, que "ens introdueix en una lírica de to cadenciós, que es complau en la suggestió i en l'evocació dels ambients i dels personatges de què ens parla". Mentre que, del poemari Aparador d'ombres amb corc, al número 47 de la revista interactiva Barcelonareview, se'ns diu: "Cinquè lliurament d'un dels joves poetes catalans amb més projecció de futur. Navarret escriu una poesia desolada, aspra, tacada de dolor, amb un idioma magnífic. Inventaria instants, fotogrames de llums evanescents que transiten per la pupil·la del lector amb un efecte devastador".
Des de l'any 2021 dirigeix el projecte Escola i poesia, mitjançant el qual s'introdueix, de forma competencial i col·laborativa, el treball al voltant de la poesia al món educatiu. Des de la seua constitució, a l'any 2024, exerceix de Vicepresident de l'associació cultural Deu de la ploma - cooperativa de lletres, de la qual ha estat cofundador, conjuntament amb altres poetes valencians, com ara Manel Alonso, Manel Hurtado o Vicent Penya.

## Obra

### Poesia
- Com qui contempla la mar. València: Universitat Politècnica de València, 2000
- Genealogies i desencontres. Catarroja: Ajuntament, 2001
- En blanc. Palma: Caixa de Balears, 2002
- Versos d'Araflà. València: 7 i mig, 2002
- Homenatge (amb Empar Delgado Calvo, Josep Ferran Valls). Palma: Capaltard, 2003
- Aparador d'ombres amb corc. Palma: Editorial Moll, 2005
- Malaurança de l'hora vella. València: Brosquil, 2007
- Amb tot, hi ha el no-res. Palma: Documenta Balear, 2012
- Sucre i cendra. València: Editorial Germania, 2013[11]
- Vicent Andrés Estellés revisitat (amb Josep Ferran Valls). Barcelona: Emboscall, 2014
- Dies de pols i pintura tendra. Sabadell: Pont del petroli, 2017[12]
- El poema no és una casa: Editorial Meteora, 2020
- Poesia incompleta: Calúmnia Edicions, 2021

### Narrativa
- Les veus del món. Palma: Capaltard, 2003

### Premis literaris
- Universitat Politècnica de València de poesia, 1999: Com qui contempla la mar.[13]
- Benvingut Oliver de poesia de Catarroja, 2000: Genealogies i desencontres.[13]
- Miquel Àngel Riera de poesia, 2001: En blanc.[14]
- Vila de Lloseta de poesia, 2004: Aparador d'ombres amb corc.[14]
- Vila de la Vall d'Uixó, 2006: Malaurança de l'hora vella.[14]
- Vila de la Vall de Sóller, 2009: Amb tot, hi ha el no-res.[14]
- Premi València de poesia, 2025: Un bell cadàver barroc a l'avinguda deserta.[15]